# Anton Kurochkin
Anton Kurochkin, född 20 juli 2003, är en svensk fotbollsspelare (mittfältare) som spelar för IF Brommapojkarna i allsvenskan. 

## Karriär
Anton Kurochkins moderklubb är Skoftebyns IF från Trollhättan. Som 12-åring flyttade han vidare till IFK Göteborg och som 18-åring A-lagsdebuterade han för "Blåvitt" när de spelade 1-1 i träningsmatchen mot Utsiktens BK den 22 februari 2022. Efter sju år i klubbens akademi tecknade Kurochkin på sitt första A-lagskontrakt inför säsongen 2023, då han skrev på ett ettårsavtal med "Blåvitt".
Våren och sommaren 2023 blev det inte spel i mer än några vänskapsmatcher och i augusti 2023 lånades Anton Kurochkin därför ut till den allsvenska konkurrenten Varbergs BoIS. Kort därpå kom den allsvenska debuten via ett inhopp i 0-7-förlusten mot IK Sirius den 16 september 2023. Ytterligare sex allsvenska framträdanden följde när Varbergs BoIS via en jumboplats åkte ur högsta serien. Efter säsongens slut meddelade IFK Göteborg att Kurochkin inte fick förlängt kontrakt. Kort därefter skrev han istället på ett tvåårskontrakt med tidigare låneklubben Varbergs BoIS.
I december 2024 skrev Kurochkin på för IF Brommapojkarna.

## Statistik
| Klubb              | Säsong             | Liga               | Liga    | Liga | Nationell cup | Nationell cup | Internationell cup | Internationell cup | Övrigt  | Övrigt | Totalt  | Totalt |
| Klubb              | Säsong             | Division           | Matcher | Mål  | Matcher       | Mål           | Matcher            | Mål                | Matcher | Mål    | Matcher | Mål    |
| ------------------ | ------------------ | ------------------ | ------- | ---- | ------------- | ------------- | ------------------ | ------------------ | ------- | ------ | ------- | ------ |
| Varbergs BoIS      | 2023               | Allsvenskan        | 7       | 0    | 0             | 0             | -                  | -                  | -       | -      | 7       | 0      |
| Totalt i karriären | Totalt i karriären | Totalt i karriären | 7       | 0    | 0             | 0             | 0                  | 0                  | 0       | 0      | 7       | 0      |

## Personligt
Säsongen 2021 var skadefylld för Anton Kurochkin. Avsaknaden av kraft i undebenet visade sig bero på en tumör, som senare kunde opereras bort.